# Kara Harp Okulu
Die Kara Harp Okulu (dt. Heeresakademie, auch Türkische Militärakademie) ist eine Militärakademie in Ankara. Sie bildet in vierjährigen Lehrgängen höhere Offiziere für das türkische Heer aus. Als selbständige Einrichtung ist die Kara Harp Okulu Geschichte. 2016 wurde sie in die kurz zuvor gegründete Milli Savunma Üniversitesi eingegliedert.

## Geschichte

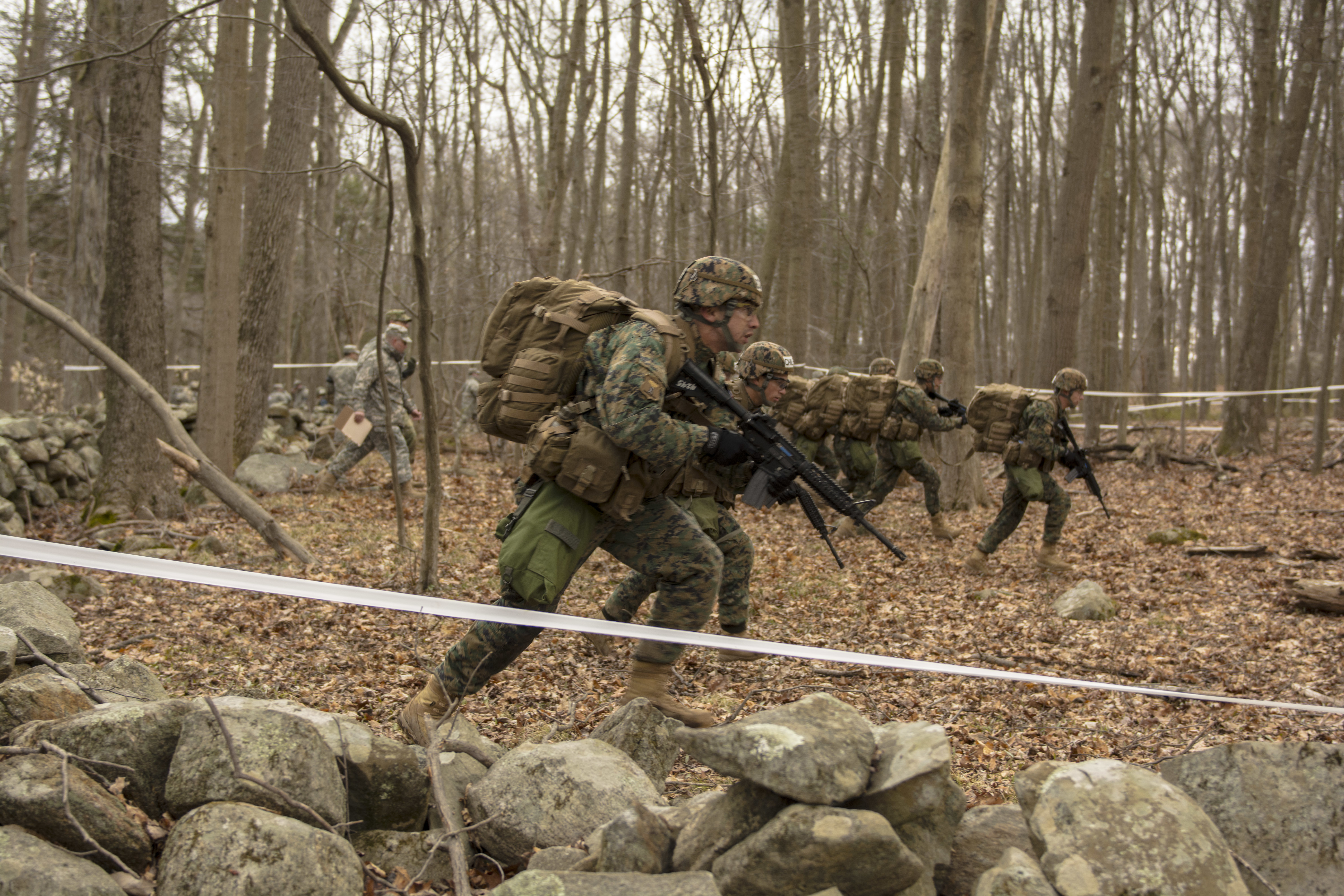
Geländeübungen der Kadetten

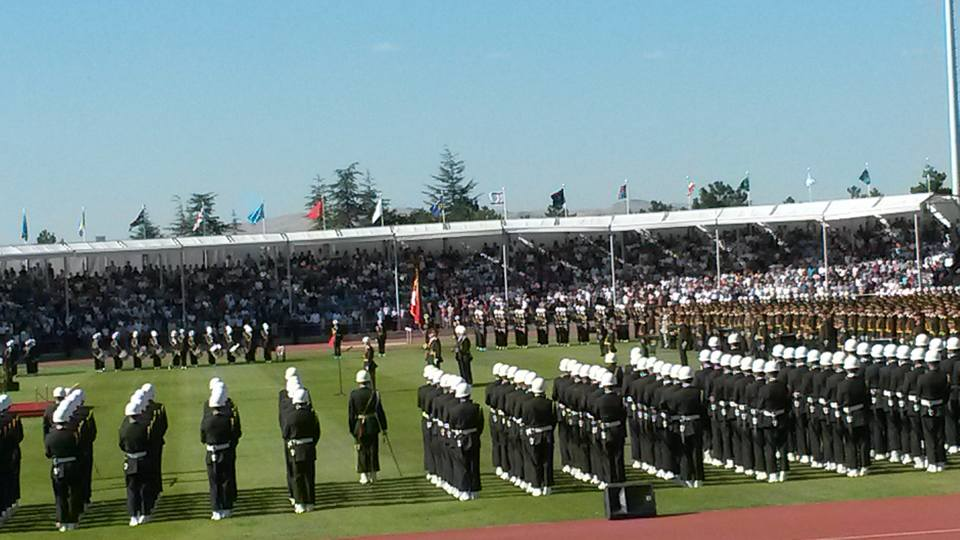
Parade anlässlich der Abschlussfeier des 167. Jahrganges

Der osmanische Sultan Mahmud II. erkannte in den 1820er-Jahren die Notwendigkeit, das Militär des Osmanischen Reiches zu modernisieren. Er löste die Janitscharen 1826 auf und gründete 1834 in Konstantinopel die Militärakademie Mekteb-i Fünûn-u Harbiyye-i Şâhâne, die moderne Kriegstechniken und -strategien lehren und sich der Militärforschung widmen sollte. Die ersten Absolventen verließen die Akademie 1841. Nach der Gründung von Militärschulen im Jahr 1845 wurde die Akademie zur weiterführenden Einrichtung und bildete in vierjährigen Lehrgängen Offiziere aus. Bis 1908 wurden hier in erster Linie Artillerie- und Kavallerie-Offiziere ausgebildet.
Zeitweilig gab es in Edirne, Manastır, Erzincan, Damaskus und Bagdad weitere Militärakademien, die aber schon nach kurzer Zeit geschlossen wurden. Somit blieb nur die Kriegsakademie in Konstantinopel (Istanbul). Von 1883 bis 1885 reorganisierte der preußische Militärtheoretiker Colmar von der Goltz die osmanische Militärakademie nach preußischem Vorbild. Bis zum Ersten Weltkrieg lehrten hier weitere deutsche Instrukteure, u. a. Otto von Lossow.
Der türkische Staatsgründer Mustafa Kemal Atatürk absolvierte die Militärschule Manastır im Dezember 1898 als bester seines Jahrganges und schrieb sich am 13. März 1899 an der Militärakademie ein.
Im türkischen Befreiungskrieg begann die Akademie am 1. Juli 1920 mit der Ausbildung und dem Training von Offizieren für die moderne Türkei in Ankara. Die ersten Absolventen verließen die Akademie bereits am 1. November 1920. Nach dem Vertrag von Lausanne wurde die Akademie wieder nach Istanbul verlegt.
Am 25. September 1936 zog die Kara Harp Okulu wieder nach Ankara in ein neues Gebäude. Die bis dahin als zweijährige Ausbildung geführten Studiengänge wurden 1948 um ein Jahr verlängert. 1963 reduzierte man die Studienzeit wieder auf zwei Jahre, 1971 wurde die Ausbildungszeit wieder auf drei Jahre erhöht und 1974 schließlich auf vier Jahre.
Von 1974 bis 1991 bot die Akademie einen grundständigen Abschluss in Maschinenbau, Bauingenieurwesen, Elektrotechnik und Verwaltungswesen/Management an. Anfang der 1990er-Jahre erfolgte ein Umbruch und man konzentrierte sich auf Ausbildungen im Systems Engineering. Erste Absolventen verließen die Akademie im Jahr 1994. Mit dem Armeegesetz für die Militärakademien, das am 11. Mai 2000 von der türkischen Nationalversammlung verabschiedet wurde, wurde die Kara Harp Okulu zur höheren Bildungseinrichtung und die Akademie erhielt eine universitäre Struktur.
Seit dem Studienjahr 2012/13 können Studierende zusätzlich zum Militärdiplom auch akademische Abschlüsse auf der Bachelor-Ebene in den Bereichen Industrie- und Anlagebau, öffentliche Verwaltung, Betriebswirtschaft, Maschinenbau, Bauwesen, Elektrotechnik, internationale Beziehungen, Informatik, Ingenieurwissenschaften, Soziologie und Vermessungstechnik machen.
Nach dem versuchten Militärputsch in der Türkei im Jahr 2016 wurden 50 Mitarbeiter der Militärakademie festgenommen.
Inzwischen studieren auch Ausländer an der Kara Harp Okulu. Im Jahr 2017/18 stammen 324 Studierende aus dem Ausland, darunter aus Aserbaidschan, Albanien, Georgien, Südkorea und Saudi-Arabien.

## Organisation
Derzeit studieren rund 4.000 Kadetten an der Akademie. Die Studierenden widmen dem akademischen Studium neben der militärischen Ausbildung rund 30 Stunden pro Woche. Sie haben zuvor im Allgemeinen nach der Grundschule eine der drei vierjährigen Militärschulen in Maltepe, Istanbul oder Bursa besucht. Nur wenige Studierende haben zuvor zivile Schulen besucht, darunter auch die Studentinnen der Akademie, denn die Militärschulen stehen nur Studenten offen. Höhere Offiziere der türkischen Armee müssen die Akademie besucht haben und sich nach dem Abschluss für mindestens 15 Jahre verpflichten.
Die Kara Harp Okulu besteht aus einem Regiment und vier Bataillonen, die nach bekannten Schlachten des türkischen Befreiungskrieges benannt sind. Das 1. Bataillon ist das Anafartalar-Bataillon, das 2. ist das Dumlupinar-Bataillon und das 3. das Sakarya-Bataillon. Nur das 4. Bataillon weicht von dieser Namensgebung ab. Es ist nach der Schlacht bei Manzikert benannt, in der die Seldschuken den byzantinischen Kaiser schlugen und das Ende von Byzanz einläuteten. Jedem Bataillon steht ein eigener Gebäudekomplex mit Schlafräumen, Mensa und Klassensälen zur Verfügung. Das Kadettenregiment wird von Kadetten geführt, die während es Schuljahres abwechselnd die Führung übernehmen. Reguläre Offiziere beraten die Kadetten.
Die Kadetten tragen Schuluniformen mit je einem goldenen Streifen auf dem Schulterstück für jedes Jahr ihrer Zugehörigkeit zur Akademie. Seniorkadetten mit vier goldenen Streifen tragen außerdem am Kragen die Farben jenes Teils des türkischen Heeres, dem sie nach dem Abschluss angehören werden, z. B. Grün für die Infanterie. Die unteren Klassenstufen tragen hier Blau. Jeder Kadett trägt außerdem eine vierstellige Identifikationsnummer, die er beim Eintritt in die Akademie erhält. Nur Atatürks Kadettennummer 1283 wird nicht vergeben. Die Ausgehuniform der Kadetten unterscheidet sich nicht von der regulärer Offiziere der türkischen Armee, außer dass sie zwei goldenen Kordeln an der rechten Schulter tragen.

## Bekannte Absolventen
- Mustafa Kemal Atatürk, Staatsgründer der Türkei und erster Präsident
- Kenan Evren, General und 7. Staatspräsident der türkischen Republik
- Hüseyin Kıvrıkoğlu, ehemaliger General und zwischen 1998 und 2002 Chef des Generalstabes
- Salih Zeki Çolak General und seit 2015 Oberkommandierender der Landstreitkräfte
- Hulusi Akar, Kommandeur des Heeres und seit 2015 Chef des Generalstabes